# Imortal Basket Club
El Imortal Basket Club es un equipo de baloncesto portugués con sede en la ciudad de Albufeira, que compite en la Liga Portuguesa de Basquetebol, la primera categoría del baloncesto portugués. Es la sección de baloncesto del Imortal Desportivo Clube. Disputa sus partidos en el Pavilhão Desportivo do Imortal Desportivo Clube, con capacidad para 1000 espectadores.
En 2021 se proclama subcampeón de la copa de Portugal, tras perder la final contra el Sporting CP por 83-59.

## Trayectoria
| Temporada | Nivel | Liga    | Posición | Postemporada     |
| --------- | ----- | ------- | -------- | ---------------- |
| 2016-17   | 3     | CNB1    | 1        | Ascenso          |
| 2017-18   | 2     | Proliga | 1        | Ascensocampeón   |
| 2018-19   | 1     | LPB     | 12       | Descenso         |
| 2019-20   | 2     | Proliga | 1        | Ascensocampeón   |
| 2020-21   | 1     | LPB     | 3        | Semifinales      |
| 2021-22   | 1     | LPB     | 5        | Cuartos de final |

fuente:eurobasket.com